# Saint-Caprais (Cher)
Saint-Caprais ist eine französische Gemeinde mit 757 Einwohnern (Stand: 1. Januar 2022) im Département Cher in der Region Centre-Val de Loire. Sie gehört zum Arrondissement Bourges und zum Kanton Trouy. Die Bewohner werden Caprésiens und Caprésiennes genannt.

## Geographie
Saint-Caprais liegt etwa 14 Kilometer südsüdwestlich von Bourges in Zentralfrankreich. Umgeben wird Saint-Caprais von den Nachbargemeinden Saint-Florent-sur-Cher im Nordwesten und Norden, Le Subdray im Norden, Arçay im Osten und Südosten, Lapan im Süden sowie Lunery im Süden und Westen. 

## Bevölkerungsentwicklung
| Jahr                       | 1962 | 1968 | 1975 | 1982 | 1990 | 1999 | 2006 | 2019 |
| Einwohner                  | 289  | 299  | 271  | 317  | 449  | 491  | 582  | 771  |
| Quellen: Cassini und INSEE |      |      |      |      |      |      |      |      |

## Sehenswürdigkeiten
- Kirche Saint-Caprais mit Ursprüngen aus dem 12. Jahrhundert